# Quemando tus recuerdos
«Quemando tus recuerdos» es una canción del grupo de hard rock español Extremoduro, incluida en su álbum de estudio Somos unos animales de 1991. 

## Descripción
Se trata del tercer tema del álbum; sería incluido también en el álbum recopilatorio de la banda Grandes éxitos y fracasos (Episodio segundo) del año 2004.
A modo de promoción de Somos unos animales, este tema saldría al mismo tiempo en versión de vinilo. La letra del tema refleja un desamor que lleva al cantante a atentar contra su propia vida incluso:

Voy a hacer un tambor de mis escrotos.
Solo dejó, dejó solo una foto.
Quemando tus recuerdos (Extremoduro)

Estaría incluida también en el álbum en directo Iros todos a tomar por culo.